# Celtic Pride - Rapimento per sport
Celtic Pride - Rapimento per sport (Celtic Pride) è un film del 1996 diretto da Tom DeCerchio.
Il fenomeno del fanatismo sportivo, a diversi livelli, è molto diffuso anche nello sport del basket e con questa commedia - opera prima di DeCerchio - gli autori hanno voluto trattare in chiave umoristica i rischi che corrono gli stessi atleti per mano di squilibrati tifosi.

## Trama
Le finali di NBA vedono di fronte la squadra dei Boston Celtics e quella degli Utah Jazz, nelle cui file milita uno dei migliori giocatori del campionato, Lewis Scott.
I Celtics partono bene, ma, vedendo che nelle ultime partite la situazione rischia di ribaltarsi a favore dei Jazz, due tifosi sfegatati - Mike e Jimmy - decidono di "partecipare" alla partita successiva con un intervento "extra" per evitare che la loro squadra non sia umiliata sul parquet in occasione di un incontro così importante, cercando di garantire la vittoria della loro squadra.
Con scaltrezza e rapidità rapiscono il giocatore Lewis Scott impedendogli così di partecipare alla gara, ma per loro sfortuna l'atleta rapito riesce a sorprenderli - anche imprigionato - e prova a capovolgere nuovamente la situazione.